# Vorarlberg’sche Partei der Gleichberechtigung
Die Vorarlberg’sche Partei der Gleichberechtigung wurde 1866 vom Gerichtsadjunkten Kaspar Moosbrugger (1830–1917) und dessen Schwager Franz Michael Felder (1839–1869) gegründet. Beide waren wegen ihrer fortschrittlichen Ideen in Vorarlberg schweren persönlichen, gesellschaftlichen und kirchlichen Anfeindungen ausgesetzt und es wurde von der Polizei und Statthalterei befürchtet, es würde sich nach und nach eine sozialistische Partei bilden, wenn nicht streng dagegen von der Behörde und Geistlichkeit vorgegangen würde.
Die Vorarlberg’sche Partei der Gleichberechtigung sah sich selbst als radikal-konservativ und gegen den Kapitalismus gerichtet, wobei jedoch ein radikaler Umsturz abgelehnt wurde.

## Ziele und Grundsätze
Die Ursprünge des frühsozialistischen Denkens in dieser Partei finden sich ausgehend von den Ideen von Ferdinand Lassalle (1825–1864), Wilhelm Heinrich Riehl (1823–1897) und unter Umständen auch Pierre-Joseph Proudhon (1809–1865, siehe auch: Proudhonismus). Die Ziele und Grundsätze der Vorarlberg’schen Partei der Gleichberechtigung waren (Beispiele):
- Staatliche Hilfe für die Arbeiterschaft, Handwerker und kleinen Bauern, vor allem durch Unterstützung von Produktivgenossenschaften;
- Allgemeines und gleiches Wahlrecht;
- Ablösung des Römischen Rechts durch ein volksnahes Rechtssystem;
- Umfassende Volksbildung;
- Nationales Selbstbestimmungsrecht aller Völker in der österreichischen Monarchie.

Franz Michael Felder gründete in Schoppernau selbst eine Viehversicherungs-, eine Molkereigenossenschaft und eine Volksbibliothek.
Die Ziele und Grundsätze dieser Vorarlberg’schen Partei der Gleichberechtigung war daher bereits, wie später im Rest von Europa die sozialistische Bewegung, darauf gerichtet,
- die Bildung und Fortbildung der Arbeiter voranzubringen (z. B. durch Arbeiterfortbildungsvereine),
- eine günstigere wirtschaftliche Situation der Arbeiterschaft zu erreichen (z. B. durch Gewerkschaften),
- eine politische Mitbestimmung der Arbeiterschaft zu sichern (z. B. durch Parteien).[8]

1869 rief Kaspar Moosbrugger im Vorarlberger Volksblatt erneut zur Gründung von Arbeiterbildungsvereinen auf.